# Крайник
Крайникът (на латински: membrum, -i) е анатомична част от тялото на животните и хората, която служи за опора, придвижване, защита и нападение.

## Крайници причетириногите животни
Крайниците при четириногите животни са чифтни, билатерално симетрични органи. Всеки крайник е изграден от костен скелет, мускулатура, кръвоносни и лимфни съдове, и нерви, и е покрит с кожа. Крайниците се захващат към тялото чрез крайников пояс - раменен или тазов.
Видове крайници:
- гръден крайник (на латински: membrum thoracicum) - при животните се означава още като преден (на латински: membrum anterior), а при приматите – като горен;
- тазов крайник (на латински: membrum pelvinum) - при животните се означава още като заден (на латински: membrum posterior), а при приматите – като долен.

Скелетът на крайника се състои от три добре обособени части:
- стилоподиум (на латински: stylopodium), от лат. stylus – шило;
- зевгоподиум (на латински: zeugopodium), от лат. zeugos – чифт;
- автоподиум (на латински: autopodium), от лат. auto; той от своя страна се подразделя на:
  - базиподиум (на латински: basipodium)
  - метаподиум (на латински: metapodium)
  - акроподиум (на латински: akropodium)

В зависимост от устройството на върха на крайника, бозайниците се класифицират като:
- унгулиградни (стъпващи на копито), от лат. ungula – копито (кон, говедо, овца, коза, свиня)
- дигитиградни (стъпващи на пръсти), от лат. digitus – пръст (куче, котка, заек)
- плантиградни (стъпващи на стъпало), от лат. plantus – стъпало (мечка, човек)